# Atalantia sessiliflora
Atalantia sessiliflora là một loài thực vật có hoa trong họ Cửu lý hương. Loài này được Guillaumin mô tả khoa học đầu tiên năm 1945.